# Torneo de Viena
El Torneo de Viena (conocido por motivos de patrocinio como Erste Bank Open) es un torneo oficial de tenis masculino que forma parte del circuito ATP Tour 500. Se celebra  en las instalaciones de Wiener Stadthalle de Viena (Austria) desde el año 1974, sobre pista dura bajo techo.
Hasta la temporada 2008 era de categoría ATP International Series Gold. Con la reestructuración del calendario en el año 2009 perdió esa categoría, pasando a estar incluido entre los ATP Tour 250, aunque a partir de 2015 pasó a formar parte del ATP Tour 500, recuperando su estatus anterior.
El tenista que más victorias ha logrado en el torneo es el estadounidense Brian Gottfried, con 4 títulos en cinco finales disputadas.

## Palmarés

### Individual masculino
| Año  | Campeón               | Subcampeón            | Resultado                     |
| ---- | --------------------- | --------------------- | ----------------------------- |
| 1974 | Vitas Gerulaitis      | Andrew Pattison       | 6-4, 3-6, 6-3, 6-2            |
| 1975 | No celebrado          | No celebrado          | No celebrado                  |
| 1976 | Wojtek Fibak          | Raúl Ramírez          | 6-7, 6-3, 6-4, 2-6, 6-1       |
| 1977 | Brian Gottfried       | Wojtek Fibak          | 6-1, 6-1                      |
| 1978 | Stan Smith            | Balázs Taróczy        | 4-6, 7-6, 7-6, 6-3            |
| 1979 | Stan Smith            | Wojtek Fibak          | 6-4, 6-0, 6-2                 |
| 1980 | Brian Gottfried       | Trey Waltke           | 6-2, 6-4, 6-3                 |
| 1981 | Ivan Lendl            | Brian Gottfried       | 1-6, 6-0, 6-1, 6-2            |
| 1982 | Brian Gottfried       | Bill Scanlon          | 6-1, 6-4, 6-0                 |
| 1983 | Brian Gottfried       | Mel Purcell           | 6-2, 6-3, 7-5                 |
| 1984 | Tim Wilkison          | Pavel Složil          | 6-1, 6-1, 6-2                 |
| 1985 | Jan Gunnarsson        | Libor Pimek           | 6-7, 6-2, 6-4, 1-6, 7-5       |
| 1986 | Brad Gilbert          | Karel Nováček         | 3-6, 6-3, 7-5, 6-0            |
| 1987 | Jonas Svensson        | Amos Mansdorf         | 1-6, 1-6, 6-2, 6-3, 7-5       |
| 1988 | Horst Skoff           | Thomas Muster         | 4-6, 6-3, 6-4, 6-2            |
| 1989 | Paul Annacone         | Kelly Evernden        | 6-7, 6-4, 6-1, 2-6, 6-3       |
| 1990 | Anders Jarryd         | Horst Skoff           | 6-3, 6-3, 6-1                 |
| 1991 | Michael Stich         | Jan Siemerink         | 6-4, 6-4, 6-4                 |
| 1992 | Petr Korda            | Gianluca Pozzi        | 6-3, 6-2, 5-7, 6-1            |
| 1993 | Goran Ivanišević      | Thomas Muster         | 4-6, 6-4, 6-4, 7-6(3)         |
| 1994 | Andre Agassi          | Michael Stich         | 7-6(4), 4-6, 6-2, 6-3         |
| 1995 | Filip Dewulf          | Thomas Muster         | 7-5, 6-2, 1-6, 7-5            |
| 1996 | Boris Becker          | Jan Siemerink         | 6-4, 6-7(7), 6-2, 6-3         |
| 1997 | Goran Ivanišević      | Greg Rusedski         | 3-6, 6-7(4), 7-6(7), 6-2, 6-3 |
| 1998 | Pete Sampras          | Karol Kučera          | 6-3, 7-6(3), 6-1              |
| 1999 | Greg Rusedski         | Nicolas Kiefer        | 6-7(7), 2-6, 6-3, 7-5, 6-4    |
| 2000 | Tim Henman            | Tommy Haas            | 6-4, 6-4, 6-4                 |
| 2001 | Tommy Haas            | Guillermo Cañas       | 6-2, 7-6(8), 6-4              |
| 2002 | Roger Federer         | Jiří Novák            | 6-4, 6-1, 3-6, 6-4            |
| 2003 | Roger Federer         | Carlos Moyà           | 6-3, 6-3, 6-3                 |
| 2004 | Feliciano López       | Guillermo Cañas       | 6-4, 1-6, 7-5, 3-6, 7-5       |
| 2005 | Ivan Ljubičić         | Juan Carlos Ferrero   | 6-2, 6-4, 7-6(7)              |
| 2006 | Ivan Ljubičić         | Fernando González     | 6-3, 6-4, 7-5                 |
| 2007 | Novak Đoković         | Stanislas Wawrinka    | 6-4, 6-0                      |
| 2008 | Philipp Petzschner    | Gael Monfils          | 6-4, 6-4                      |
| 2009 | Jürgen Melzer         | Marin Čilić           | 6-4, 6-3                      |
| 2010 | Jürgen Melzer         | Andreas Haider-Maurer | 6-7(10), 7-6(4), 6-4          |
| 2011 | Jo-Wilfried Tsonga    | Juan Martín del Potro | 6-7(5), 6-3, 6-4              |
| 2012 | Juan Martín del Potro | Grega Žemlja          | 7-5, 6-3                      |
| 2013 | Tommy Haas            | Robin Haase           | 6-3, 4-6, 6-4                 |
| 2014 | Andy Murray           | David Ferrer          | 5-7, 6-2, 7-5                 |
| 2015 | David Ferrer          | Steve Johnson         | 4-6, 6-4, 7-5                 |
| 2016 | Andy Murray           | Jo-Wilfried Tsonga    | 6-3, 7-6(6)                   |
| 2017 | Lucas Pouille         | Jo-Wilfried Tsonga    | 6-1, 6-4                      |
| 2018 | Kevin Anderson        | Kei Nishikori         | 6-3, 7-6(3)                   |
| 2019 | Dominic Thiem         | Diego Schwartzman     | 3-6, 6-4, 6-3                 |
| 2020 | Andrey Rublev         | Lorenzo Sonego        | 6-4, 6-4                      |
| 2021 | Alexander Zverev      | Frances Tiafoe        | 7-5, 6-4                      |
| 2022 | Daniil Medvédev       | Denis Shapovalov      | 4-6, 6-3, 6-2                 |
| 2023 | Jannik Sinner         | Daniil Medvédev       | 7-6(7), 4-6, 6-3              |
| 2024 | Jack Draper           | Karen Khachanov       | 6-4, 7-5                      |

### Dobles masculino
| Año  | Campeones                            | Subcampeones                         | Resultado                     |
| ---- | ------------------------------------ | ------------------------------------ | ----------------------------- |
| 1974 | Andrew Pattison Raymond Moore        | Bob Hewitt Frew McMillan             | 6-4, 5-7, 6-4                 |
| 1975 | No celebrado                         | No celebrado                         | No celebrado                  |
| 1976 | Bob Hewitt Frew McMillan             | Brian Gottfried Raúl Ramírez         | 6-4, 4-0, ret.                |
| 1977 | Bob Hewitt Frew McMillan             | Wojciech Fibak Jan Kodeš             | 6-4, 6-3                      |
| 1978 | Victor Pecci Balázs Taróczy          | Bob Hewitt Frew McMillan             | 6-3, 6-7, 6-4                 |
| 1979 | Bob Hewitt Frew McMillan             | Brian Gottfried Raúl Ramírez         | 6-4, 3-6, 6-1                 |
| 1980 | Stan Smith Robert Lutz               | Heinz Günthardt Pavel Složil         | 6-1, 6-2                      |
| 1981 | Steve Denton Tim Wilkison            | Sammy Giammalva Fred McNair          | 4-6, 6-3, 6-4                 |
| 1982 | Henri Leconte Pavel Složil           | Mark Dickson Terry Moor              | 6-1, 7-6                      |
| 1983 | Stan Smith Mel Purcell               | Marcos Hocevar Cássio Motta          | 6-3, 6-4                      |
| 1984 | Wojciech Fibak Sandy Mayer           | Heinz Günthardt Balázs Taróczy       | 6-4, 6-4                      |
| 1985 | Mike DePalmer Gary Donnelly          | Sergio Casal Emilio Sánchez          | 6-4, 6-3                      |
| 1986 | Ricardo Acioly Wojciech Fibak        | Brad Gilbert Slobodan Živojinović    | ret.                          |
| 1987 | Mel Purcell Tim Wilkison             | Emilio Sánchez Javier Sánchez        | 6-3, 7-5                      |
| 1988 | Alex Antonitsch Balázs Taróczy       | Kevin Curren Tomáš Šmíd              | 4-6, 6-3, 7-6                 |
| 1989 | Jan Gunnarsson Anders Järryd         | Paul Annacone Kelly Evernden         | 6-2, 6-3                      |
| 1990 | Udo Riglewski Michael Stich          | Jorge Lozano Todd Witsken            | 6-3, 6-3, 6-1                 |
| 1991 | Gary Muller Anders Jarryd            | Jakob Hlasek Patrick McEnroe         | 6-4, 6-4, 6-4                 |
| 1992 | Ronnie Bathman Anders Jarryd         | Kent Kinnear Udo Riglewski           | 6-3, 6-2, 5-7, 6-1            |
| 1993 | Byron Black Jonathan Stark           | Mike Bauer David Prinosil            | 4-6, 6-4, 6-4, 7-6(3)         |
| 1994 | Mike Bauer David Rikl                | Alex Antonitsch Greg Rusedski        | 7-6(4), 4-6, 6-2, 6-3         |
| 1995 | Ellis Ferreira Jan Siemerink         | Todd Woodbridge Mark Woodforde       | 7-5, 6-2, 1-6, 7-5            |
| 1996 | Yevgeny Kafelnikov Daniel Vacek      | Pavel Vízner Menno Oosting           | 6-4, 6-7(7), 6-2, 6-3         |
| 1997 | Ellis Ferreira Patrick Galbraith     | Marc-Kevin Goellner David Prinosil   | 3-6, 6-7(4), 7-6(7), 6-2, 6-3 |
| 1998 | Yevgeny Kafelnikov Daniel Vacek      | David Adams John-Laffnie de Jager    | 6-3, 7-6(3), 6-1              |
| 1999 | David Prinosil Sandon Stolle         | Piet Norval Kevin Ullyett            | 6-7(5), 2-6, 6-3, 7-5, 6-4    |
| 2000 | Yevgeny Kafelnikov Nenad Zimonjić    | Jiri Novak David Rikl                | 6-4, 6-4                      |
| 2001 | Martin Damm Radek Štěpánek           | Jiri Novak David Rikl                | 6-3, 6-2                      |
| 2002 | Joshua Eagle Sandon Stolle           | Jiri Novak Radek Štěpánek            | 6-4, 6-3                      |
| 2003 | Yves Allegro Roger Federer           | Mahesh Bhupathi Max Mirnyi           | 7-6(7), 7-5                   |
| 2004 | Martin Damm Cyril Suk                | Gastón Etlis Martín Rodríguez        | 6-7(4), 6-4, 7-6(4)           |
| 2005 | Mark Knowles Daniel Nestor           | Jonathan Erlich Andy Ram             | 5-3, 5-4(2)                   |
| 2006 | Petr Pála Pavel Vízner               | Julian Knowle Jürgen Melzer          | 6-4, 3-6, [12-10]             |
| 2007 | Mariusz Fyrstenberg Marcin Matkowski | Tomáš Behrend Christopher Kas        | 6-4, 6-2                      |
| 2008 | Max Mirnyi Andy Ram                  | Philipp Petzschner Alexander Peya    | 6-1, 7-5                      |
| 2009 | Lukasz Kubot Oliver Marach           | Julian Knowle Jürgen Melzer          | 2-6, 6-4, [11-9]              |
| 2010 | Daniel Nestor Nenad Zimonjic         | Mariusz Fyrstenberg Marcin Matkowski | 7-5, 3-6, [10-5]              |
| 2011 | Bob Bryan Mike Bryan                 | Daniel Nestor Max Mirnyi             | 7-6(10), 6-3                  |
| 2012 | Andre Begemann Martin Emmrich        | Julian Knowle Filip Polasek          | 6-4, 3-6, [10-4]              |
| 2013 | Florin Mergea Lukáš Rosol            | Julian Knowle Daniel Nestor          | 7-5, 6-4                      |
| 2014 | Jürgen Melzer Philipp Petzschner     | Andre Begemann Julian Knowle         | 7-6(6), 4-6, [10-7]           |
| 2015 | Łukasz Kubot Marcelo Melo            | Jamie Murray John Peers              | 4-6, 7-6(3), [10-6]           |
| 2016 | Łukasz Kubot Marcelo Melo            | Oliver Marach Fabrice Martin         | 4-6, 6-3, [13-11]             |
| 2017 | Rohan Bopanna Pablo Cuevas           | Marcelo Demoliner Sam Querrey        | 7-6(7), 6-7(4), [11-9]        |
| 2018 | Joe Salisbury Neal Skupski           | Mike Bryan Édouard Roger-Vasselin    | 7-6(5), 6-3                   |
| 2019 | Rajeev Ram Joe Salisbury             | Łukasz Kubot Marcelo Melo            | 6-4, 6-7(5), [10-5]           |
| 2020 | Łukasz Kubot Marcelo Melo            | Jamie Murray Neal Skupski            | 7-6(5), 7-5                   |
| 2021 | Juan Sebastián Cabal Robert Farah    | Rajeev Ram Joe Salisbury             | 6-4, 6-2                      |
| 2022 | Alexander Erler Lucas Miedler        | Santiago González Andrés Molteni     | 6-3, 7-6(1)                   |
| 2023 | Rajeev Ram Joe Salisbury             | Nathaniel Lammons Jackson Withrow    | 6-4, 5-7, [12-10]             |
| 2024 | Alexander Erler Lucas Miedler        | Neal Skupski Michael Venus           | 4-6, 6-3, [10-1]              |